# Bitka za Alamo
Bitka za Alamo, ki je trajala od 23. februarja do 6. marca 1836, je bila pomemben dogodek v bojih za odcepitev Teksasa od Mehike.
2400 mehiških vojakov pod poveljstvom generala Santa Anne je napadlo utrjen misijon, ki ga je branilo med 180 in 260 teksaških upornikov pod poveljstvom Williama B. Travisa in Jamesa Bowieja. Po 14 dneh obleganja je utrdba padla v mehiške roke.
V bitki so padli vsi Teksačani ter med 400 in 600 mehiških vojakov. Bitka je postala simbol teksaškega upora, ki se je zaključil z priključitvijo Teksasa k ZDA.

### Obleganje
Manj kot 100 teksaških vojakov je ostalo v misiji Alamo v Béxarju, pod poveljstvom polkovnika Jamesa C. Neilla. Ker ni mogel zagotoviti dovolj mož za uspešno obrambo razprostranjene ustanove, je januarja Houston poslal Bowieja s 30 možmi, da odstranijo topništvo in uničijo kompleks. Houstonovi ukazi Bowieju so bili nejasni in zgodovinarji se ne strinjajo glede njihovega namena. Alternativna interpretacija je, da so bili Bowiejevi ukazi uničiti le barikade, ki jih je mehiška vojska postavila okoli San Antonia de Béxar in da bi moral nato počakati v Alamu, dokler guverner Henry Smith ne bi odločil ali naj se misija poruši in topništvo odstrani. V pismu guvernerju Smithu je Bowie trdil, da "rešitev Teksasa v veliki meri temelji na ohranjanju Béxarja izven rok sovražnika. Služi kot mejna straža in če bi bil v posesti Santa Anne, ni trdnjave, iz katere bi ga lahko odbili na njegovem pohodu proti Sabini." Pismo Smithu se je končalo z besedami: "Polkovnik Neill in jaz sva se slovesno odločila, da bova raje umrla v teh jarkih, kot da bi jih prepustila sovražniku." Odobrenih je bilo malo okrepitev; konjeniški častnik William B. Travis je prispel v Béxar s 30 možmi 3. februarja, pet dni kasneje pa je prispela majhna skupina prostovoljcev, vključno z znanim mejnim lovcem in politikom Davyjem Crockettom. 11. februarja je Neill odšel, da bi rekrutiral dodatne okrepitve in zbral zaloge. V njegovi odsotnosti sta si Travis in Bowie delila poveljstvo.
Ko so izvidniki 23. februarja sporočili, da je mehiška predhodnica na vidiku, so nepripravljeni Teksašani zbrali vso hrano, ki so jo našli v mestu in se umaknili v Alamo. Do poznega popoldneva je Béxar zasedlo približno 1.500 mehiških vojakov, ki so hitro dvignili krvavo rdečo zastavo, ki je pomenila "no quarter (brez milosti)". Naslednjih 13 dni je mehiška vojska oblegala Alamo. Več manjših spopadov je branilcem dalo prepotrebni optimizem, vendar so imeli majhen dejanski vpliv. Bowie je zbolel 24. februarja, s čimer je Travis ostal edini poveljnik teksaških sil. Istega dne je Travis poslal kurirje s pismom, v katerem je prosil za okrepitve in obljubljal "zmago ali smrt"; to pismo je bilo ponatisnjeno po Združenih državah in večjem delu Evrope. Teksaški in ameriški prostovoljci so se začeli zbirati v Gonzalesu in čakali, da Fannin prispe in jih popelje v okrepitev Alama. Po dneh neodločnosti se je Fannin 26. februarja pripravil na pohod s svojimi 300 vojaki proti Alamu; naslednji dan so se obrnili nazaj. Manj kot 100 teksaških okrepitev je doseglo utrdbo.
Približno 1.000 mehiških okrepitev je prispelo 3. marca. Naslednji dan je lokalna ženska, verjetno Bowiejeva sorodnica Juana Navarro Alsbury, naletela na zavrnitev Santa Anne, ko je poskušala pogajati o predaji za branilce Alama. Ta obisk je povečal nestrpnost Santa Anne in napad je načrtoval za zgodnje jutro 6. marca. Mnogi njegovi častniki so bili proti načrtu; raje so počakali, dokler topništvo ne bi še bolj poškodovalo zidov Alama in branilci ne bi bili prisiljeni k predaji. Santa Anna je bil prepričan, da bi odločilna zmaga izboljšala moralo in poslala močno sporočilo tistim, ki so še vedno agitirali v notranjosti in drugod po Teksasu.
V zgodnjih urah 6. marca je mehiška vojska napadla utrdbo. Vojaki iz Béxarja so bili oproščeni frontne črte, da se jim ne bi bilo treba boriti proti svojim družinam in prijateljem. V začetnih trenutkih napada so bile mehiške čete v slabšem položaju. Čeprav je njihova formacija kolone omogočala varno streljanje le prvim vrstam vojakov, so tudi neizkušeni rekruti v ozadju streljali s svojim orožjem; veliko mehiških vojakov so nenamerno ubili njihovi lastni tovariši. Ko so mehiški vojaki preplavili zidove, je vsaj 80 Teksašanov pobegnilo iz Alama in jih je pokončala mehiška konjenica. V eni uri so bili ubiti skoraj vsi teksaški branilci, ocenjeni na 182–257 mož. Med štiri in sedem Teksašanov, morda vključno s Crockettom, se je predalo. Čeprav je general Manuel Fernández Castrillón poskušal posredovati v njihovo korist, je Santa Anna vztrajal, da se zaporniki takoj usmrtijo.

### Zaključek
Večina zgodovinarjev Alama se strinja, da je bilo ubitih ali ranjenih 400–600 Mehičanov. To bi predstavljalo približno eno tretjino mehiških vojakov, vključenih v končni napad, kar zgodovinar Timothy Todish označuje kot "ogromno stopnjo žrtev po vseh standardih". Bitka je bila vojaško nepomembna, vendar je imela ogromen politični vpliv. Travisu je uspelo pridobiti čas za konvencijo iz leta 1836, predvideno za 1. marec, da se sestane. Če se Santa Anna ne bi ustavil v Béxarju za dva tedna, bi do 2. marca dosegel San Felipe in bi zelo verjetno zajel delegate ali jih prisilil v beg.
Preživeli, predvsem ženske in otroci, so bili zaslišani s strani Santa Anne in nato izpuščeni. Susanna Dickinson je bila poslana s Travisovim sužnjem Joejem v Gonzales, kjer je živela, da bi razširila novico o teksaškem porazu. Santa Anna je domneval, da bo poznavanje razlike v številu vojakov in usode teksaških vojakov pri Alamu zatrlo odpor, in da bodo teksaški vojaki hitro zapustili ozemlje.